# Hypopyra punctimacula
Hypopyra punctimacula är en fjärilsart som beskrevs av Embrik Strand 1914. Hypopyra punctimacula ingår i släktet Hypopyra och familjen nattflyn. Inga underarter finns listade i Catalogue of Life.